# جورج هيتزل

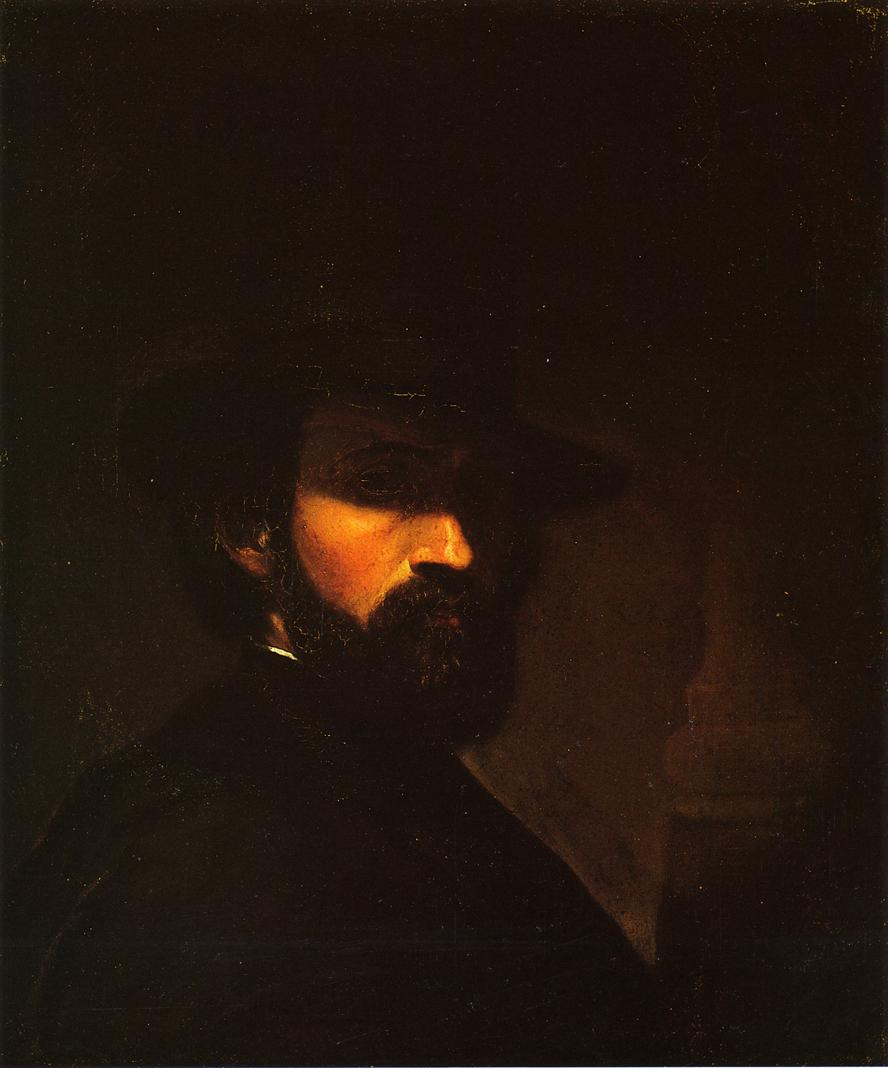
الصورة الذاتية ، كاليفورنيا. 1850

جورج هيتزل، (18 يناير 1826-4 يوليو 1899) كان فنانًا أمريكيًا فرنسي المولد. يعتبر مؤسس مدرسة مستوى سكالب للرسم، وهي مدرسة معاصرة لمدرسة باربيزون الفرنسية للرسم الطبيعي. مرتبطًا بمدرسة دوسلدورف للرسم.

## الحياة والعمل
ولد في منطقة مختلطة عرقيا من الألزاس ، فرنسا، في 17 يناير 1826؛ كانت عائلة هيتزل تتحدث الألمانية بشكل أساسي وهاجرت إلى الولايات المتحدة عندما بلغ من العمر عامين. سافروا من ميناء بالتيمور إلى حي في مدينة أليغيني (دويتشتاون)، في بيتسبرغ ، بنسلفانيا. التحق هيتزل بمدرسة مدينة ألغيني وتدرب على يد رسام محلي.  بعد أربع سنوات من التدريب، حصل على تدريب مهني للحرفيين، ورسم الجداريات الداخلية للغرف العامة وللقارب النهري وصالونات بيتسبرغ المحلية.
أُرسل جورج ل أكاديمية كونست دوسلدورف بين عامي 1847-1849 ودرس الإضاءة التباينية لـ دافنشي (استخدام الظلال الفاتحة والداكنة لزيادة العمق والدراما)،  التي أصبحت علامة مميزة في أعماله الأخيرة.
يُعتقد أنه تم تقديم هيتزل لأول مرة إلى الإعداد الريفي لمستوى سكالب (عند تقاطع بينت كريك وليتل بينت كريك خارج جونستاون ، بنسلفانيا) حوالي عام 1866 أثناء رحلة صيد. أصبح بعد ذلك مدربًا في مدرسة بيتسبرغ للتصميم للمرأة وشجع زملائه وطلابه على جعل مستوى سكالب ملاذًا صيفيًا لهم والعمل «في الهواء الطلق».
عرضت رسومات هيتزل في الأكاديمية الوطنية في مدينة نيويورك بين عامي 1865-1882وفي أكاديمية بنسلفانيا حتى 1891. تم تضمينه في المعرض المئوي لعام 1876 في فيلادلفيا وتم عرض رسوماته في معرض كارنيجي الدولي الأول في عام 1896. عرضت رسوماته أيضًا في المعرض الكولومبي العالمي 1892-1893. باع معرض جي جي جيليسبي أعماله واحتفظ باستوديو مستقل. أسس حياته المهنية قبل ان يعمل على مستوى سكالب، لكنها حاليًا في مقدمة إرثه.

## فنانون آخرون في مستوى سكالب
من ضمن الفنانين المشاركين أي اف كنق، وكلارنس جونز، واي بول، وكارلوس لينفورد، و  فريد بوسمان، واس وال، وجوزيف رودويل، وبراين ول، وجورج لانج، وسي سي ميلور، وجون ويسلي بيتي، وهوراشيو ستيفنسون، وجون أ. . جانيت فرانسيس أغنيو، آنا دبليو هندرسون، راشيل هندرسون، كاري إس هولمز، آني كريستينا، أوليف تيرني،  بيسي وول، أغنيس سي واي 

## أمثلة العمل

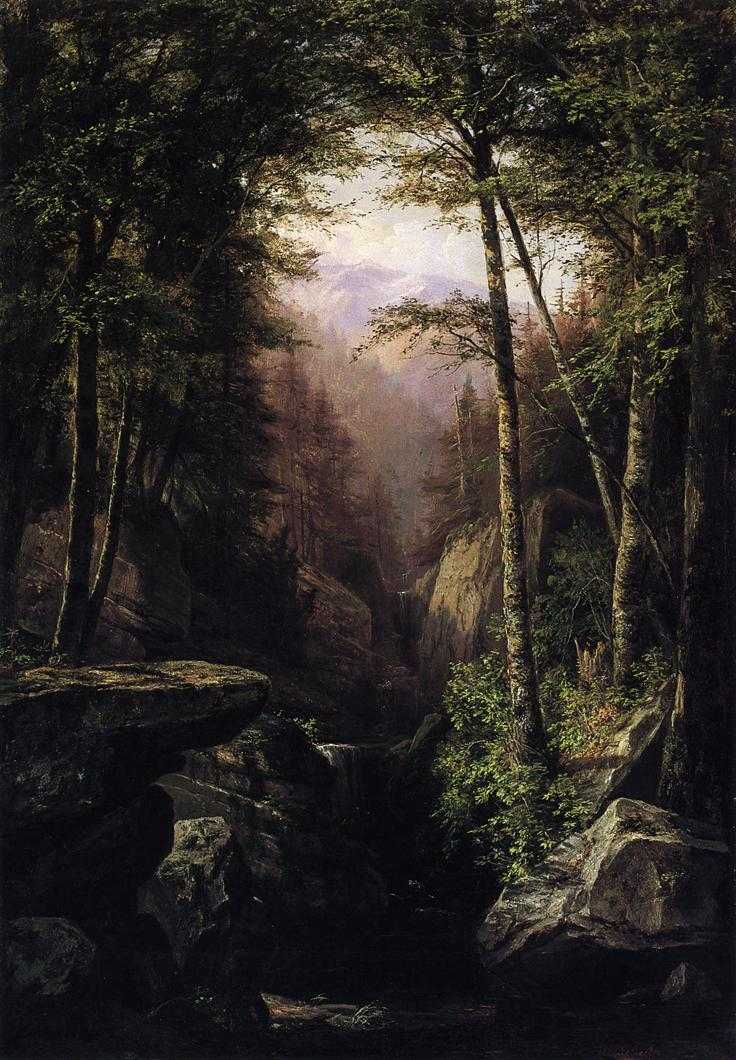
روكي جورج (1869)
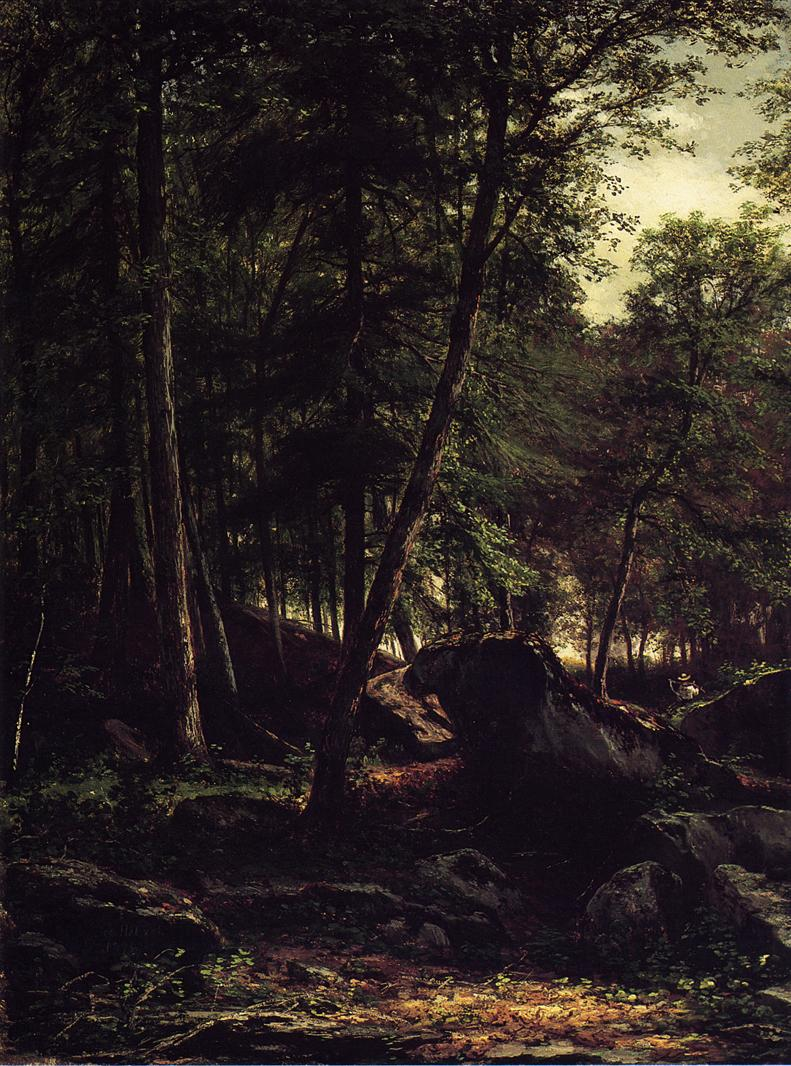
منظر من جبال الآبالاش مع شكل يحمل قطعة نقش (1875)
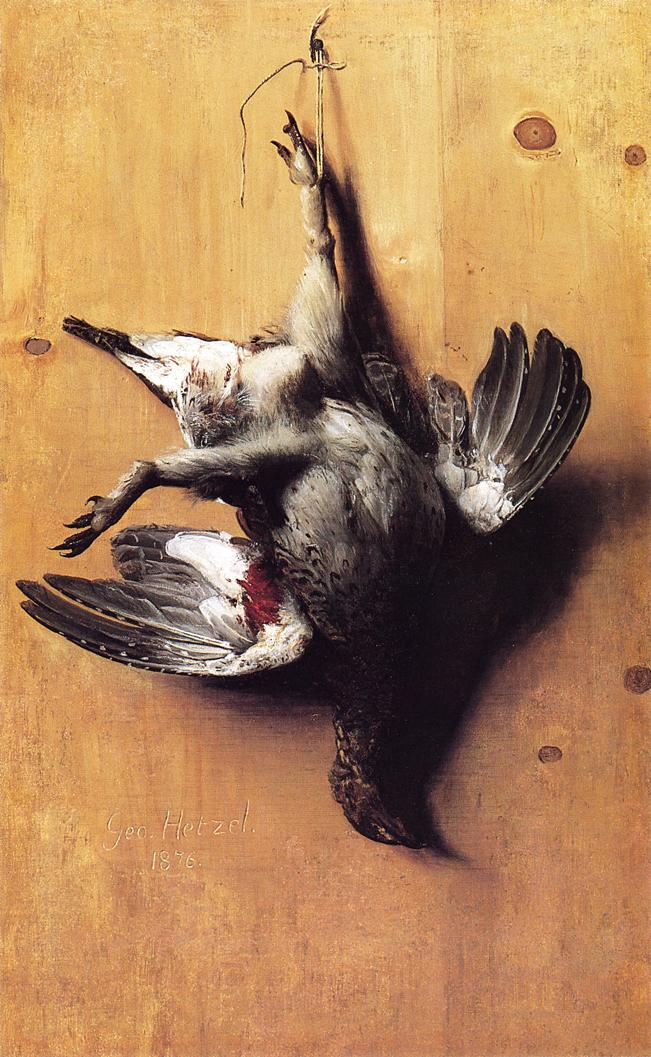
طير معلق على باب (1876)
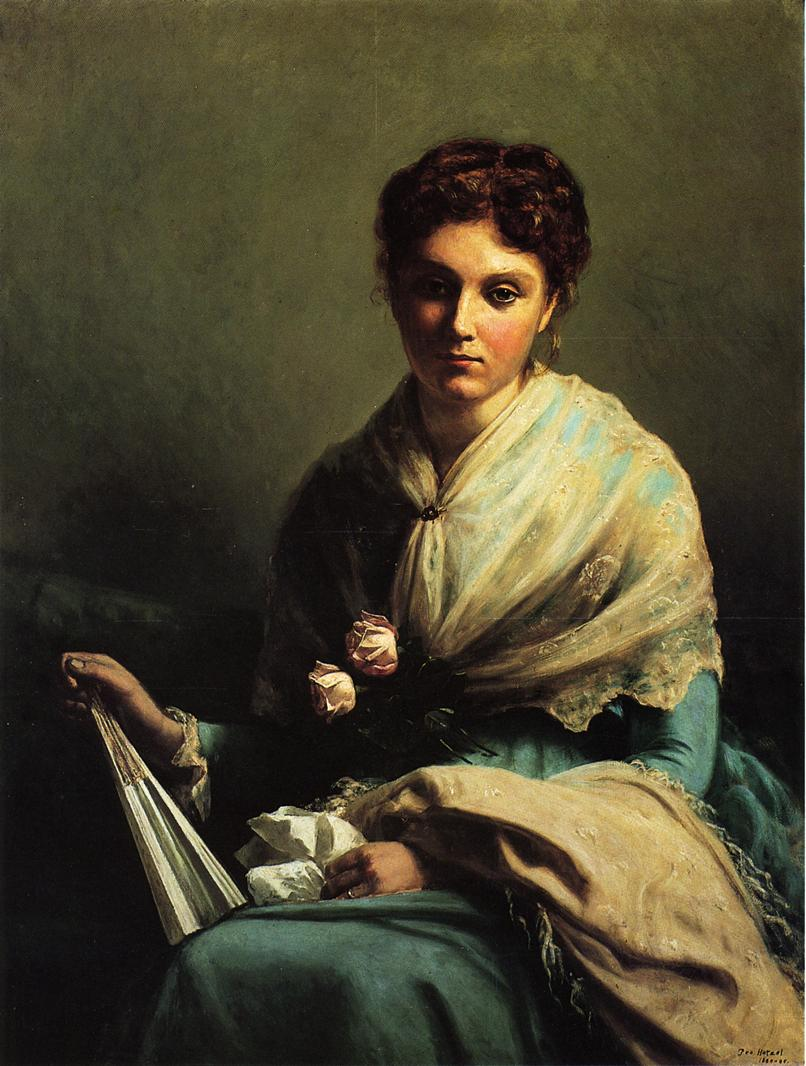
صورة للآنسة هيلين ليزلي مايرز (السيدة ويليام ألين) (1884-1885)

## روابط خارجية
- الجنة الأمريكية: عالم مدرسة نهر هدسون ، كتالوج معرض من متحف الفن المتروبولي (متاح بالكامل على شبكة الإنترنت كملف PDF)، والذي يحتوي على مواد عن هيتزل (انظر الفهرس)